# Phan Kim Liên
Phan Kim Liên (giản thể: 潘金莲; phồn thể: 潘金蓮) là nhân vật hư cấu trong tiểu thuyết Thủy hử của nhà văn Thi Nại Am, là người đàn bà đa tình và hiểm độc, giết chồng để ngoại tình và cũng là nhân vật trong truyện Kim Bình Mai của Vương Thế Trinh, đại diện cho phụ nữ phong kiến, không thể làm theo ý mình, muốn được giải thoát. Phan Kim Liên là cô gái dung nhan mỹ lệ, phong lưu đa tình, có sức hấp dẫn đầy uy lực. Trái với vẻ ngoài xinh đẹp, cá tính của cô tranh cường hiếu thắng, ích kỷ nhỏ nhen, trở thành nhân cách xấu xa tráo trở.

## TrongThủy hử
Phan Kim Liên nguyên là hầu gái trong nhà một đại gia, nhìn hiền lành, dịu dàng và vô cùng xinh đẹp, do không chịu làm thiếp cho tài chủ già nên bị bức phải lấy Võ Đại Lang, anh Võ Tòng, một người bán bánh bao vừa lùn vừa xấu xí. Phan Kim Liên vốn tính lẳng lơ nên rất thất vọng. Về sau, Võ Tòng gặp lại Võ Đại Lang, Phan Kim Liên thấy Võ Tòng là anh hùng cái thế thì ra sức quyến rũ nhưng Võ Tòng không chút động lòng. Nhân lúc Võ Tòng đi Đông Kinh, do người láng giềng là Vương Bà dắt mối, Phan Kim Liên quen với Tây Môn Khánh, một tên tài chủ, đã không kìm nổi ham muốn. Khi hai người gặp nhau ở nhà Vương Bà thì bị Võ Đại Lang phát hiện. Võ Đại Lang bị Tây Môn Khánh đánh đến ngất đi. Vì muốn gian díu lâu dài với Tây Môn Khánh nên Phan Kim Liên đã nhẫn tâm và quỷ quyệt với sự giúp đỡ của Vương Bà bỏ thạch tín vào bát canh của Võ Đại Lang để giết ông. Còn Phan Kim Liên đã bộc lộ bản lĩnh lại giỏi mưu chước quyền biến nên trở thành bà vợ thứ năm của Tây Môn Khánh, được yêu chiều rất mực.
Võ Tòng trở về, biết chuyện lập tức mời hàng xóm đến nhà. Ông lôi Vương Bà đến trước bàn thờ anh rồi gọi Phan Kim Liên ra. Phan Kim Liên xin tha tội nhưng Võ Tòng đã chém chết cô ngay tại chỗ rồi đi tới lầu Sư Tử giết Tây Môn Khánh. Phan Kim Liên về sau trở thành mỹ nhân điển hình của hạng phụ nữ tà dâm, xảo quyệt trong văn học Trung Hoa.

## Thông tin ngụy tạo
Năm 1992, gia tộc họ Vũ (Võ) ở huyện Thanh Hà, Hình Đài cho sau khi tu sửa một số ngôi mộ hoang được cho là của tiến sĩ Vũ Thực (Võ Thực) và người vợ họ Phan. Năm 1996, gia tộc này dựng một tấm bia có nội dung kể về tiểu sử tổ tiên Vũ Thực có nội dung:
| “ | Vũ công húy là Thực, tự Điền Lĩnh, thuở nhỏ gọi là Đại Lang, tuổi già tôn xưng Tứ Lão. Phu nhân của công họ Phan, danh môn thục viện. Công tổ tiên đời đời sống ở quận Tấn Dương, là hậu duệ của Vũ Đinh, sau dời sang trang Khổng Tống, huyện Thanh Hà (nay là Vũ gia thôn) định cư, Công mồ côi cha từ nhỏ, gắn bó với mẹ, cơm áo không đủ no. Từ nhỏ thông minh, sùng văn thượng võ, thích đọc thi thư, đến trung niên đỗ tiến sĩ, quan đến thất phẩm, lấy lợi trừ hại, thanh liêm công minh, hương dân đều kính yêu. Nhưng năm tháng đằng đẵng tang thương, danh tiết bị vô cứ phỉ báng, cổ mộ bị cướp phá, khiến lương sĩ hiền phụ nuốt hận nơi chín suối, than thay. Nay sửa chữa mộ thất, tìm lại chính danh, an ủi Vũ công, để cho hậu nhân ghi nhớ. | ” |

Sau đó, hai gia tộc gán tên Vũ Đại Lang và Phan Kim Liên cho tổ tiên của họ là Vũ Thực và Phan thị. Dựa trên tuyên bố của gia tộc này, Phan Kim Liên là thiên kim tiểu thư, con của quan tri châu Hàm Đan, nhà ở Phan gia trang (sau đổi là Hoàng Kim trang) huyện Thanh Hà, Hình Đài, chỉ cách thôn Vũ gia Na 1,5 km. Vì thương Vũ Thực là người nghèo mà có chí nên Phan Kim Liên hết lòng giúp đỡ, sau hai người nên nghĩa vợ chồng, sống hạnh phúc bên nhau, có bốn con trai.
Chuyện oan uổng của gia tộc Võ (Vũ) và Phan ở Thanh Hà cũng khiến cho con cháu của Thi Nại Am trăn trở. Ngày 18 tháng 12 năm 2009, họa sĩ Thi Thắng Thần, hội viên Hội Mỹ thuật Trung Quốc, Phó hội trưởng Hội Nghiên cứu tranh liên hoàn tỉnh Hà Bắc, tự nhận là hậu duệ dòng đích của Thi Nại Am đã đến đền thờ Võ Đại Lang ở Thanh Hà, Hình Đài. Ông thay mặt cho hậu duệ của họ Thi bày tỏ sự xin lỗi và mong con cháu họ Võ, họ Phan tha thứ. Cùng với việc xin lỗi nói trên, họa sĩ hậu duệ họ Thi đã xin đúc lại tượng Võ Đại Lang và Phan Kim Liên, vẽ 16 bức tranh liên hoàn và đề thơ xin lỗi treo trong từ đường.
Tại bức họa Phan Kim Liên, Thi Thắng Thần viết: Kẻ hậu sinh từng kính họa 16 bức tranh chính truyền hai vị Võ và Phan treo nơi vách từ đường họ Võ để phá cái oan khuất bao đời cho thiên hạ rõ. Nhưng nơi chín suối hai vị Võ, Phan hẳn không tha thứ cho tội làm hoen ố thanh danh trong "Thủy Hử truyện" của tiên nhân... nay kính xin chỉnh lại dung nhan, hoàn lại dáng hình vốn có. Nguyện hai vị Võ, Phan linh thiêng chứng giám. Họ Thi đốt hương kính bái.
Sự thật thì Thi Nại Am chết vào đầu thời Minh Thái Tổ, còn Vũ Thực (theo văn bia) sống vào thời Minh Thành Tổ, cách nhau 30-50 năm. Bản thân văn bia cũng không ghi lại tên phu nhân của Vũ Thực. Các sách địa phương chí đều không có danh nhân họ Võ (Vũ). Thời nhà Minh không có ghi nhận tiến sĩ nào tên là Võ Thực.

## Vai diễn điện ảnh
- Phim năm 1974: Hồ Cẩm
- Phan Kim Liên hậu kiếp (phim 1989): Vương Tổ Hiền
- Thủy hử (phim truyền hình 1998): Vương Tử Y
- Kim Liên (phim 2008) và Kim Liên: nô lệ tình yêu (phim 2009): AV joyū Serina Hayakawa
- Thủy hử (phim truyền hình 2011): Can Đình Đình